# 唇瓣

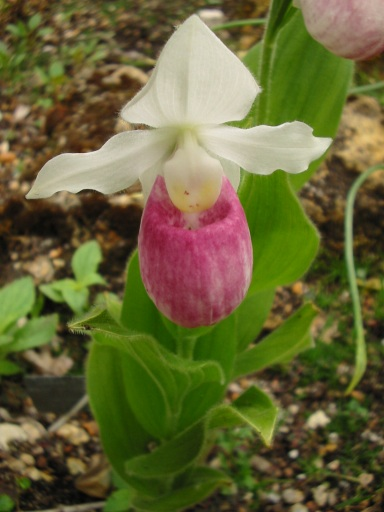
美丽杓兰（Cypripedium reginae）具有粉红色的唇瓣

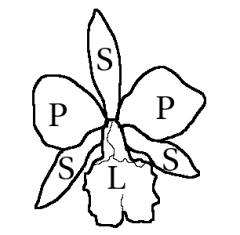
P：花瓣
S：萼片
L：唇瓣

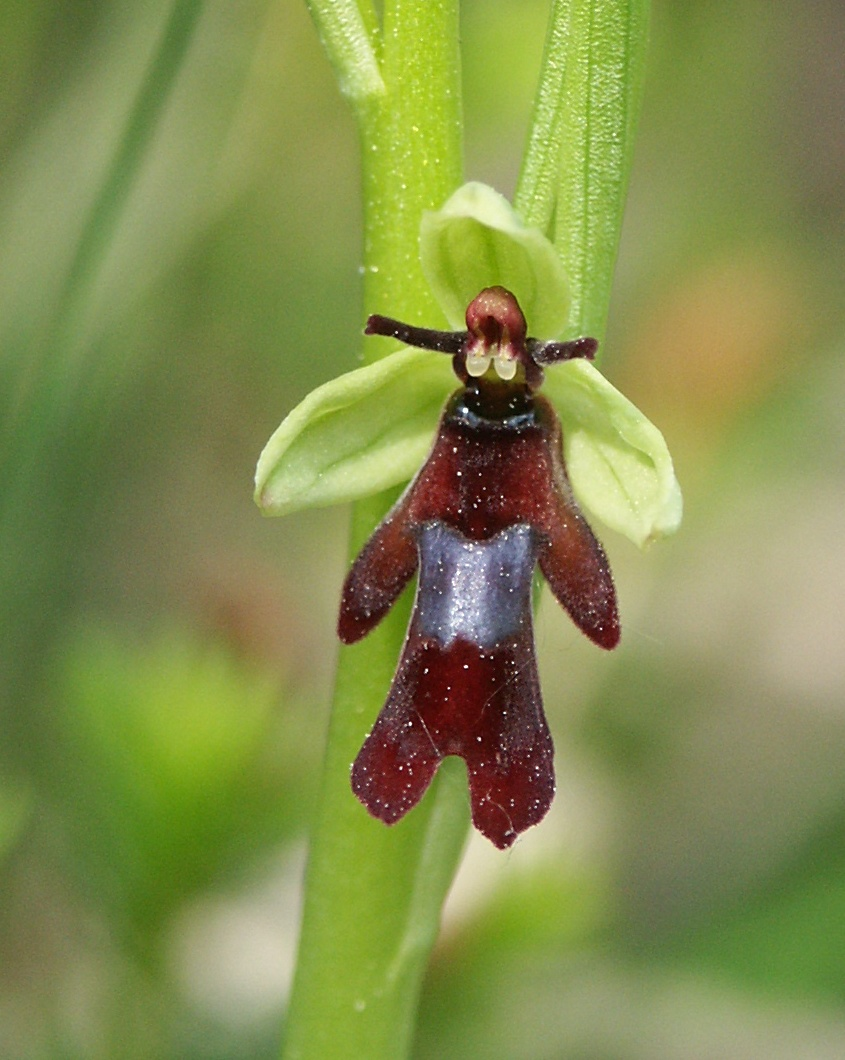
苍蝇兰 Ophrys insectifera
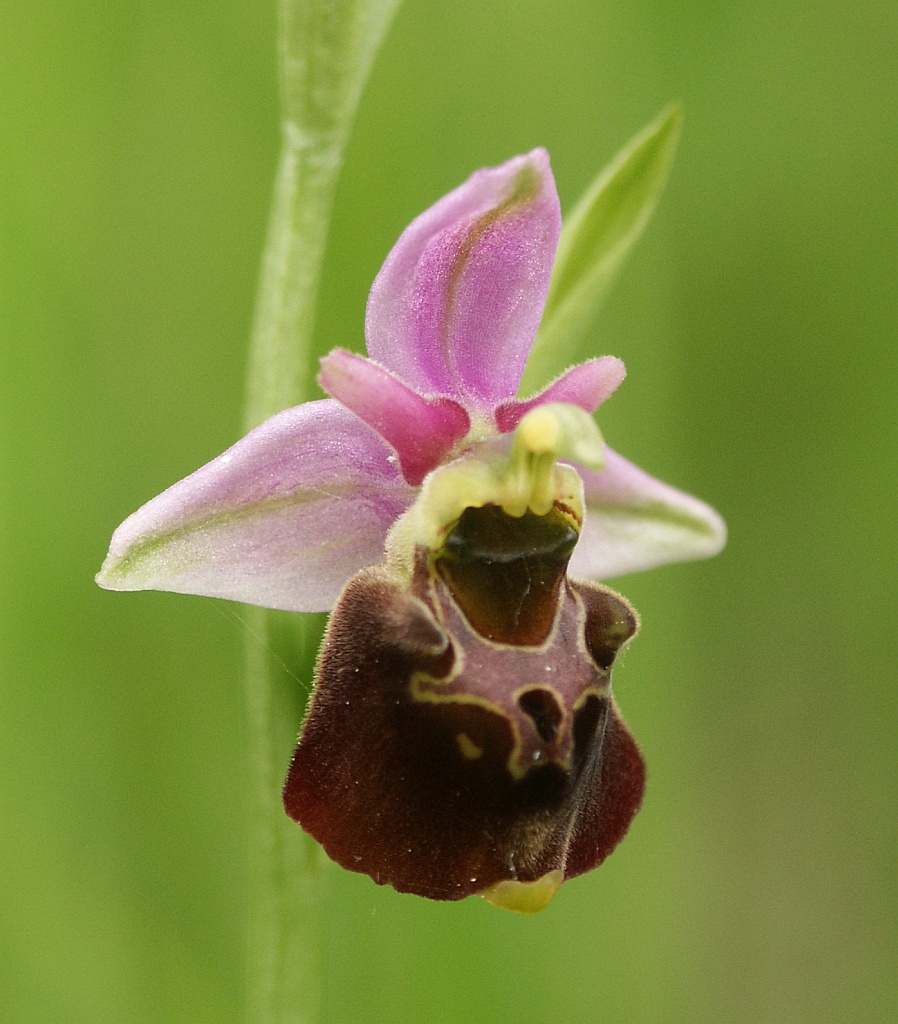
Ophrys holoserica
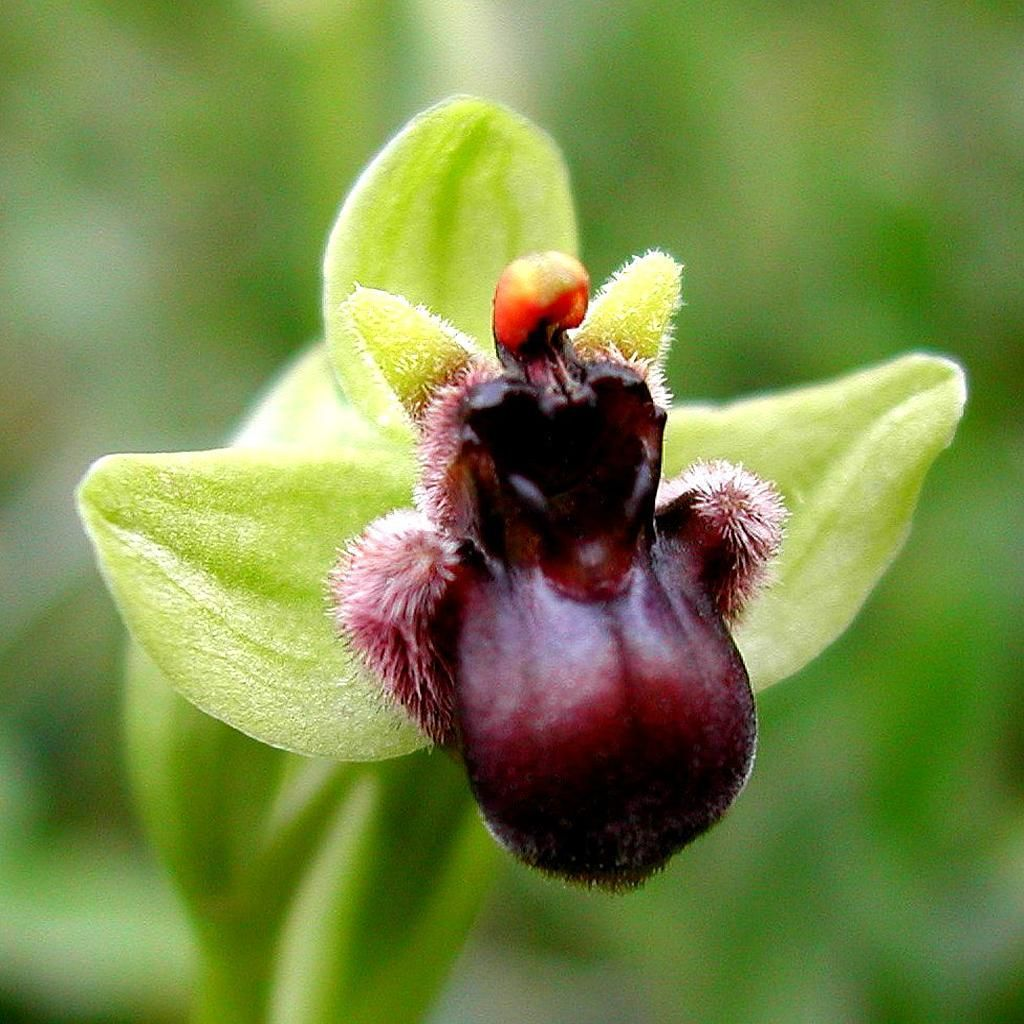
Ophrys bombyliflora
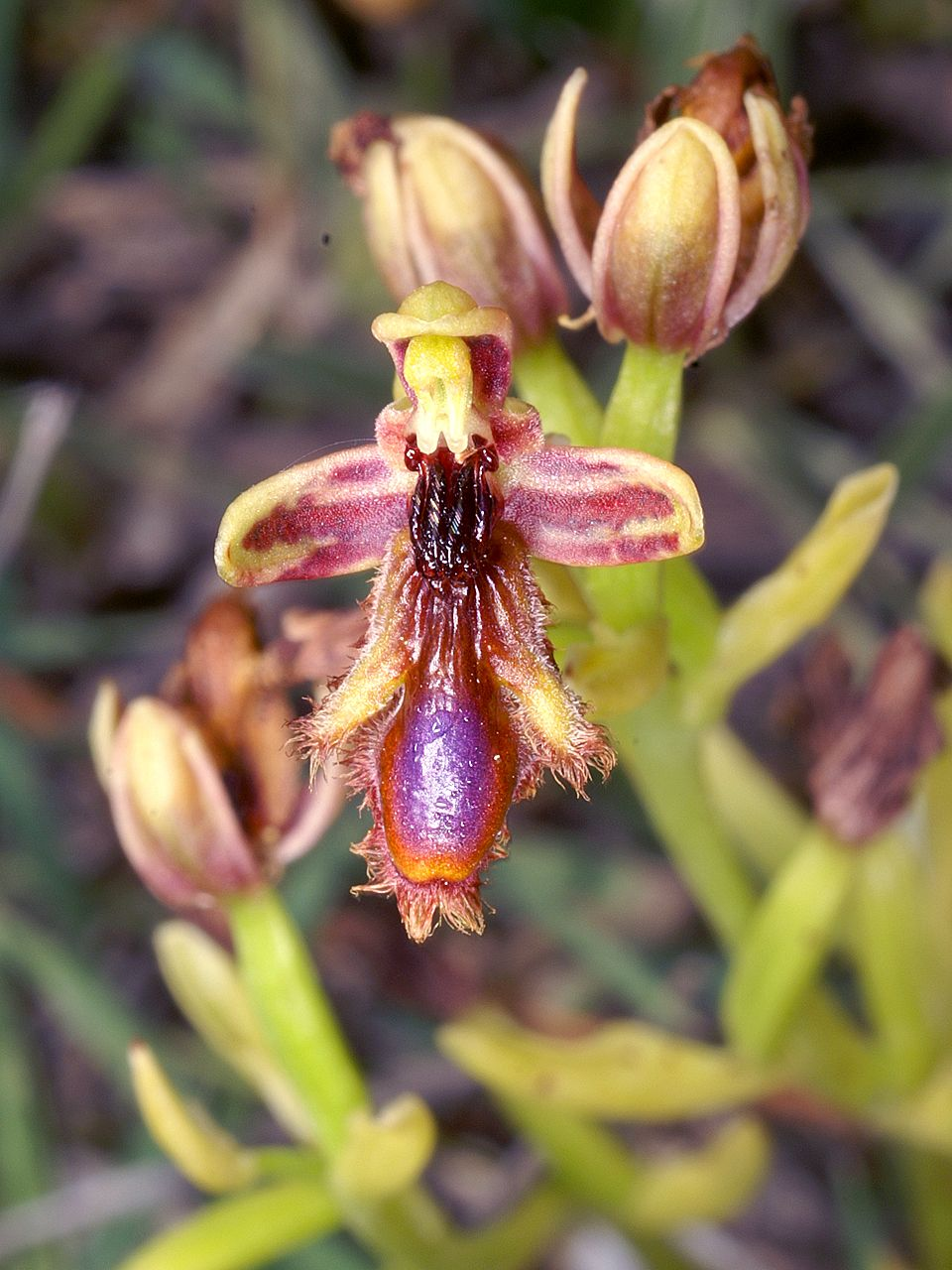
Ophrys regis-ferdinandii

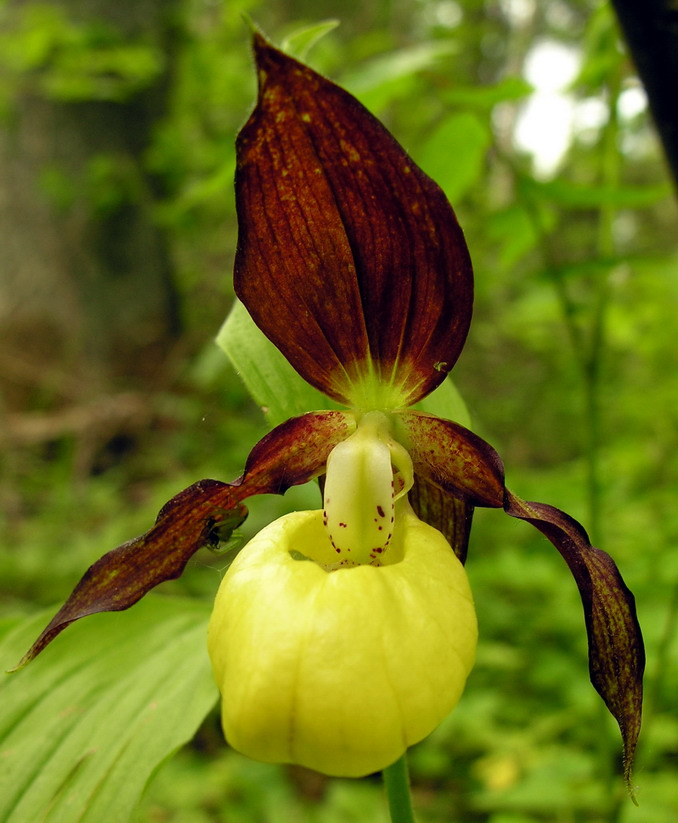
杓兰 Cypripedium calceolus
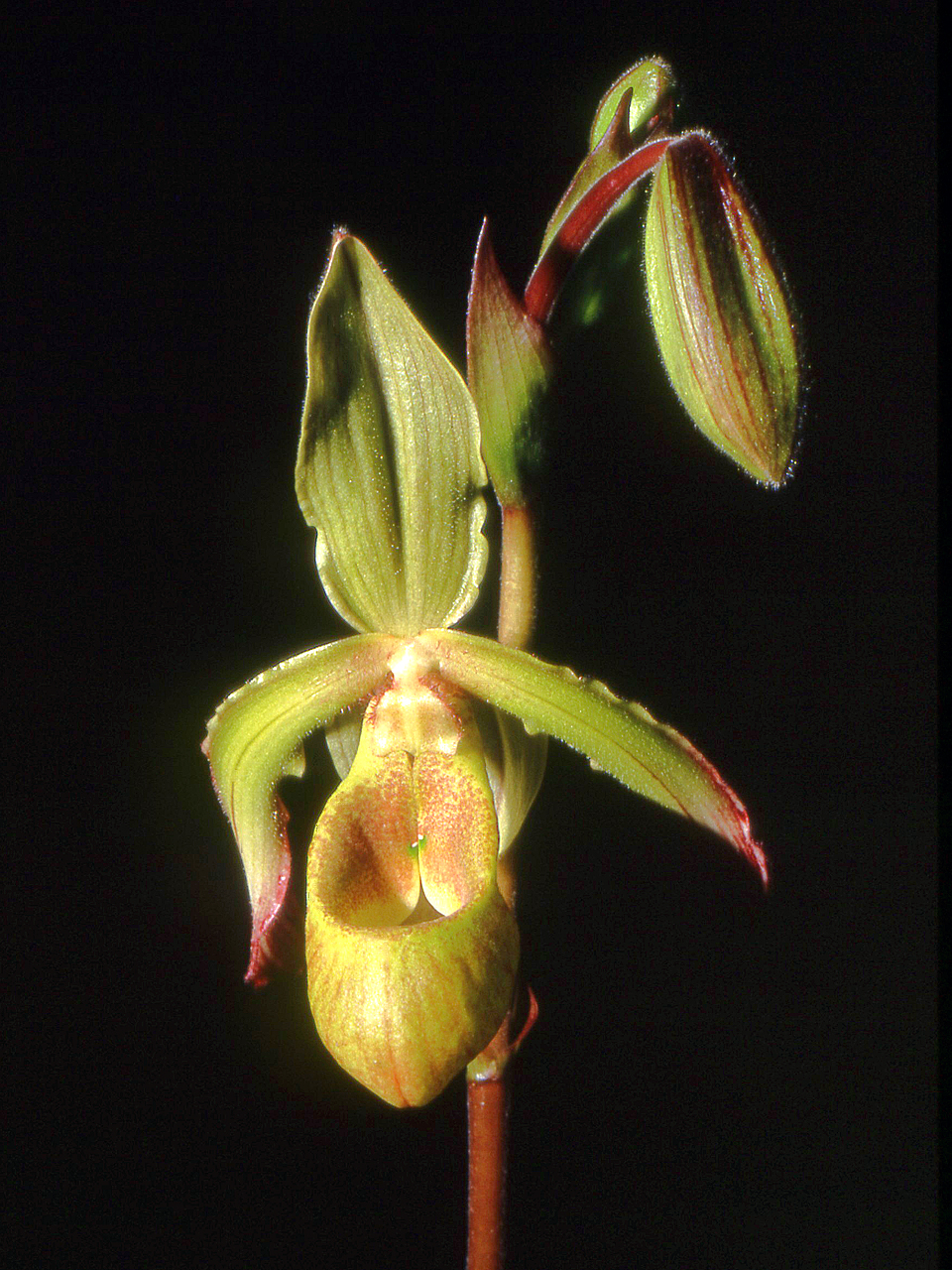
林氏美洲兜兰 Phragmipedium lindleyanum
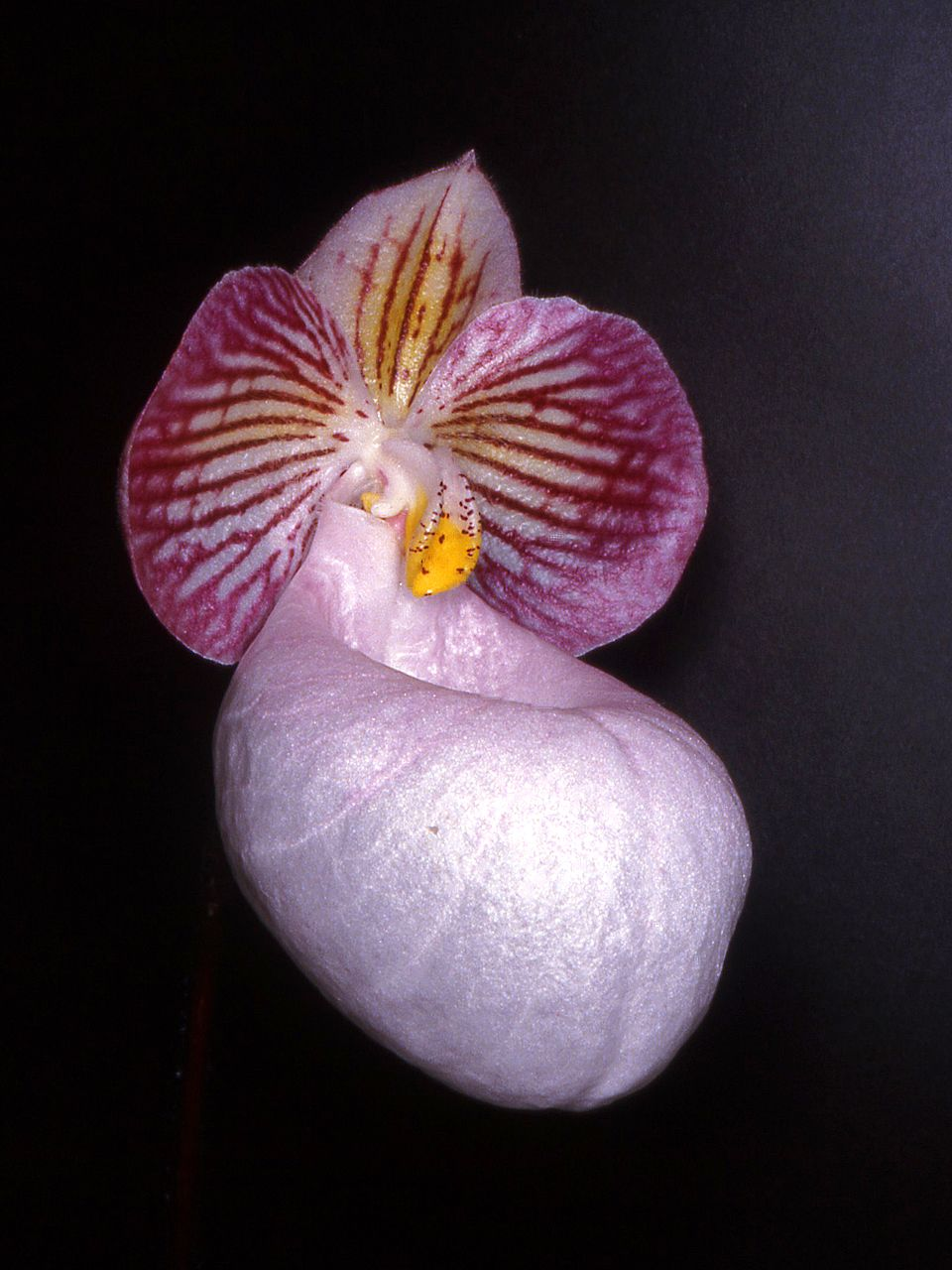
硬叶兜兰 Paphiopedilum micranthum
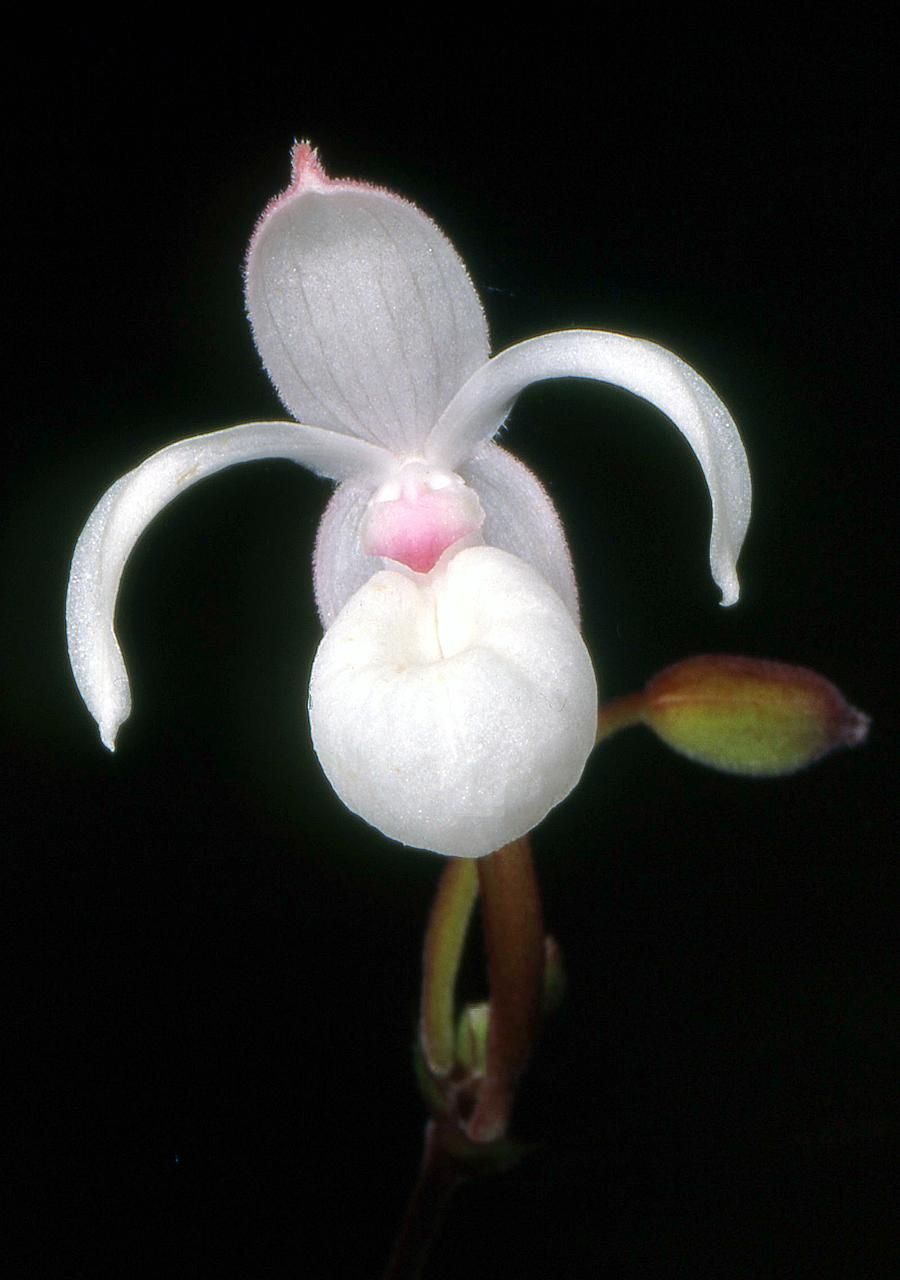
墨西哥兜兰 Mexipedium xerophyticum

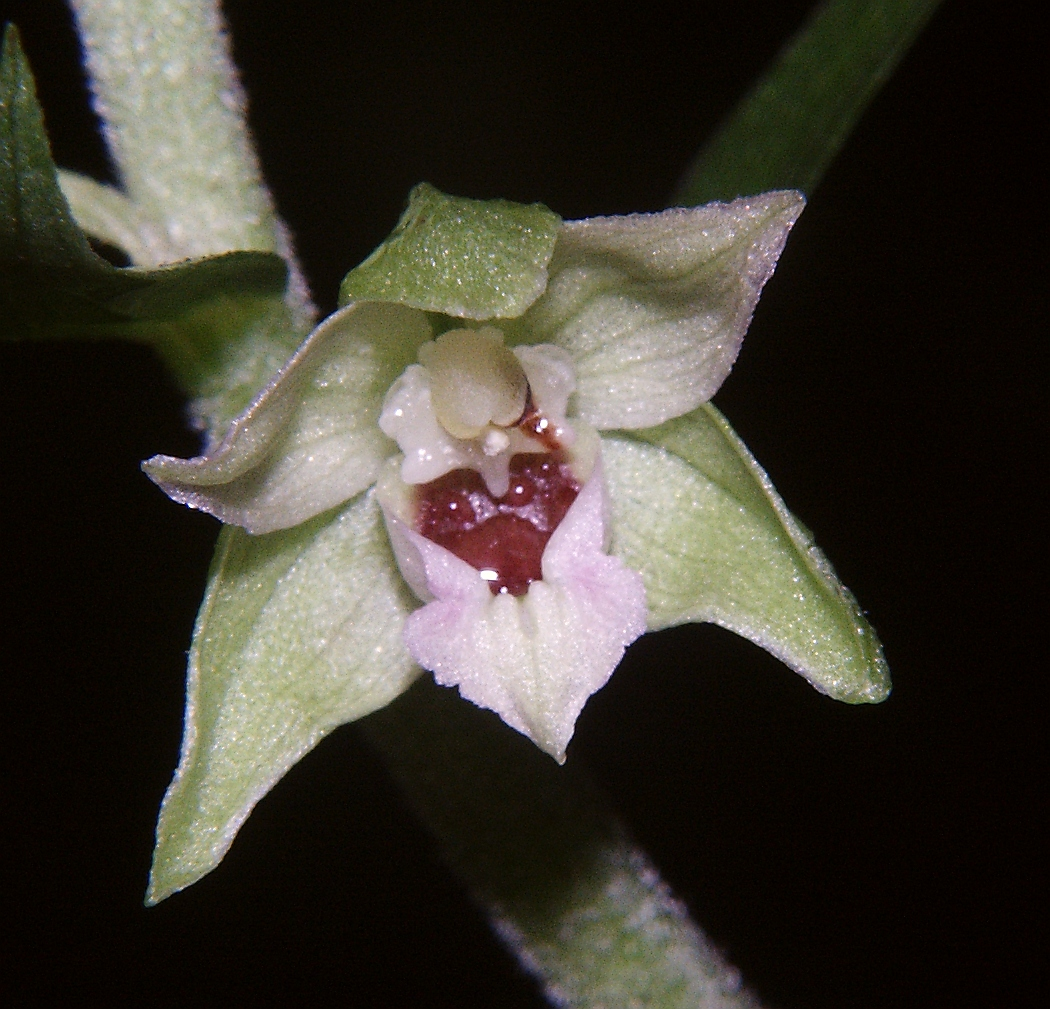
Epipactis muelleri
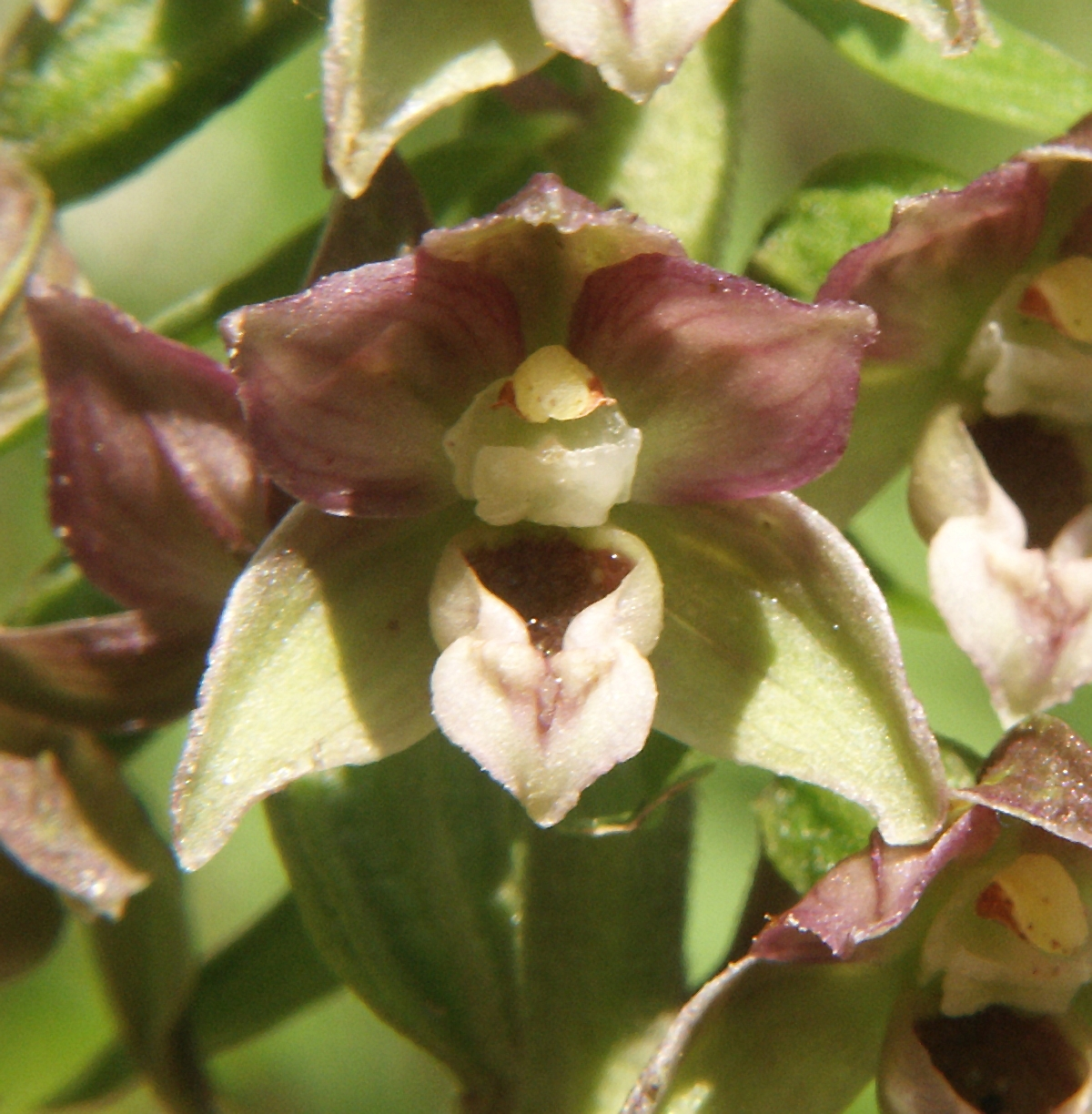
Epipactis distans
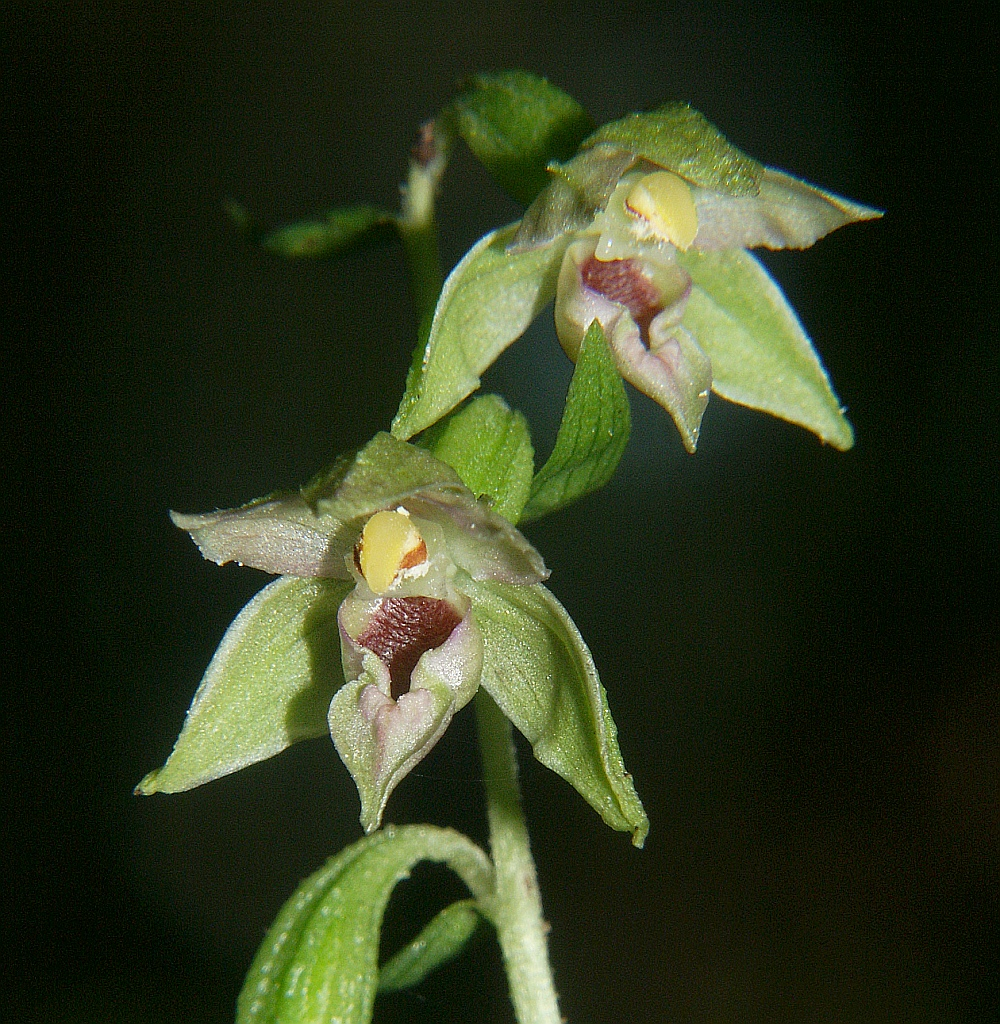
Epipactis leptochila

唇瓣（拉丁語：labellum）是兰科、美人蕉科、白玉簪科、姜科植物花朵的一个结构，用於吸引昆虫前来授粉，而且也为昆虫构建了一个着陆的平台。
唇瓣是变形的花瓣，与其他的花瓣和萼片相比明显更大，而且形状通常不规则。一般来说，另外两片花瓣外形也与萼片相似，因此唇瓣非常引人注目。 

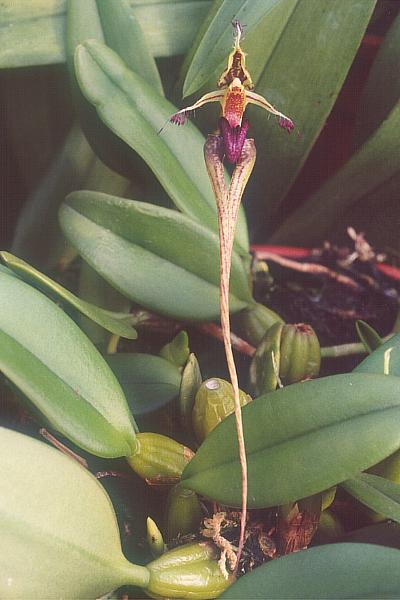
Bulbophyllum putidum
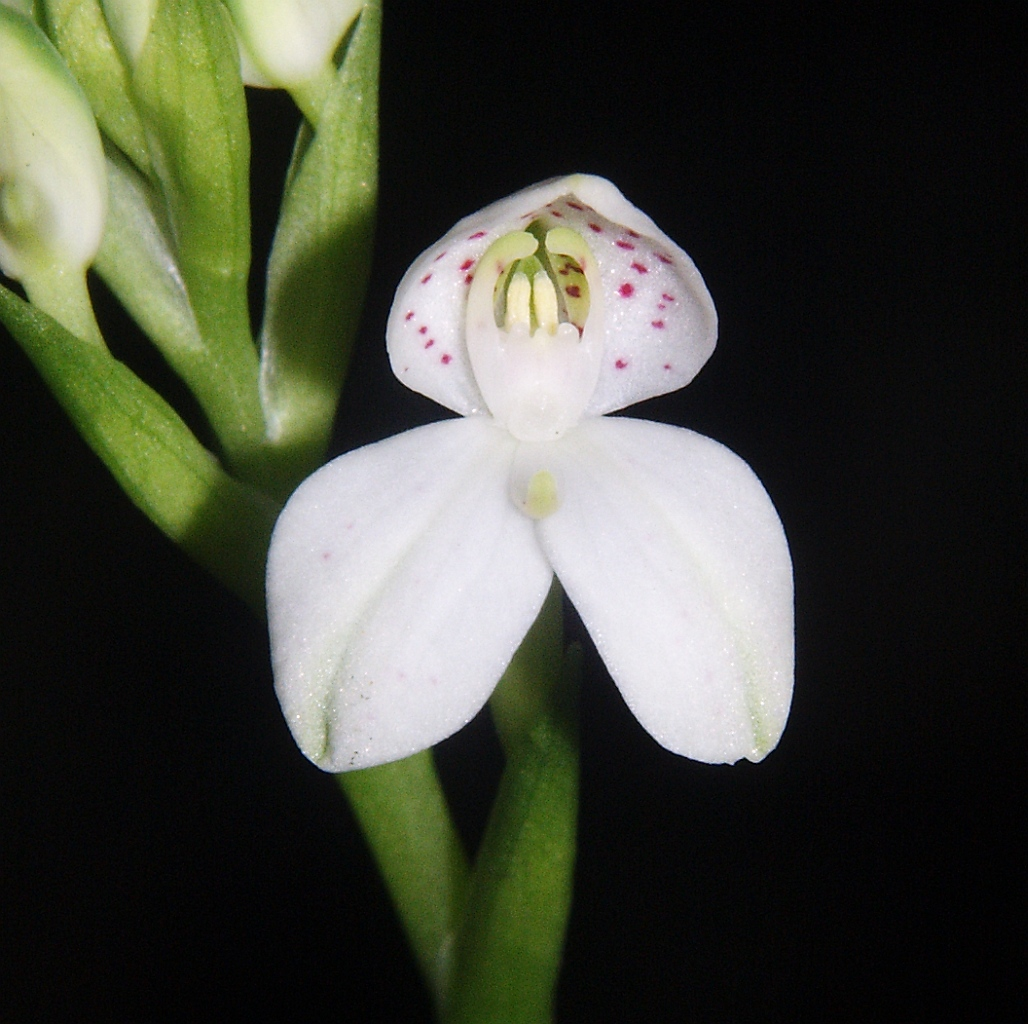
Disa tripetaloides
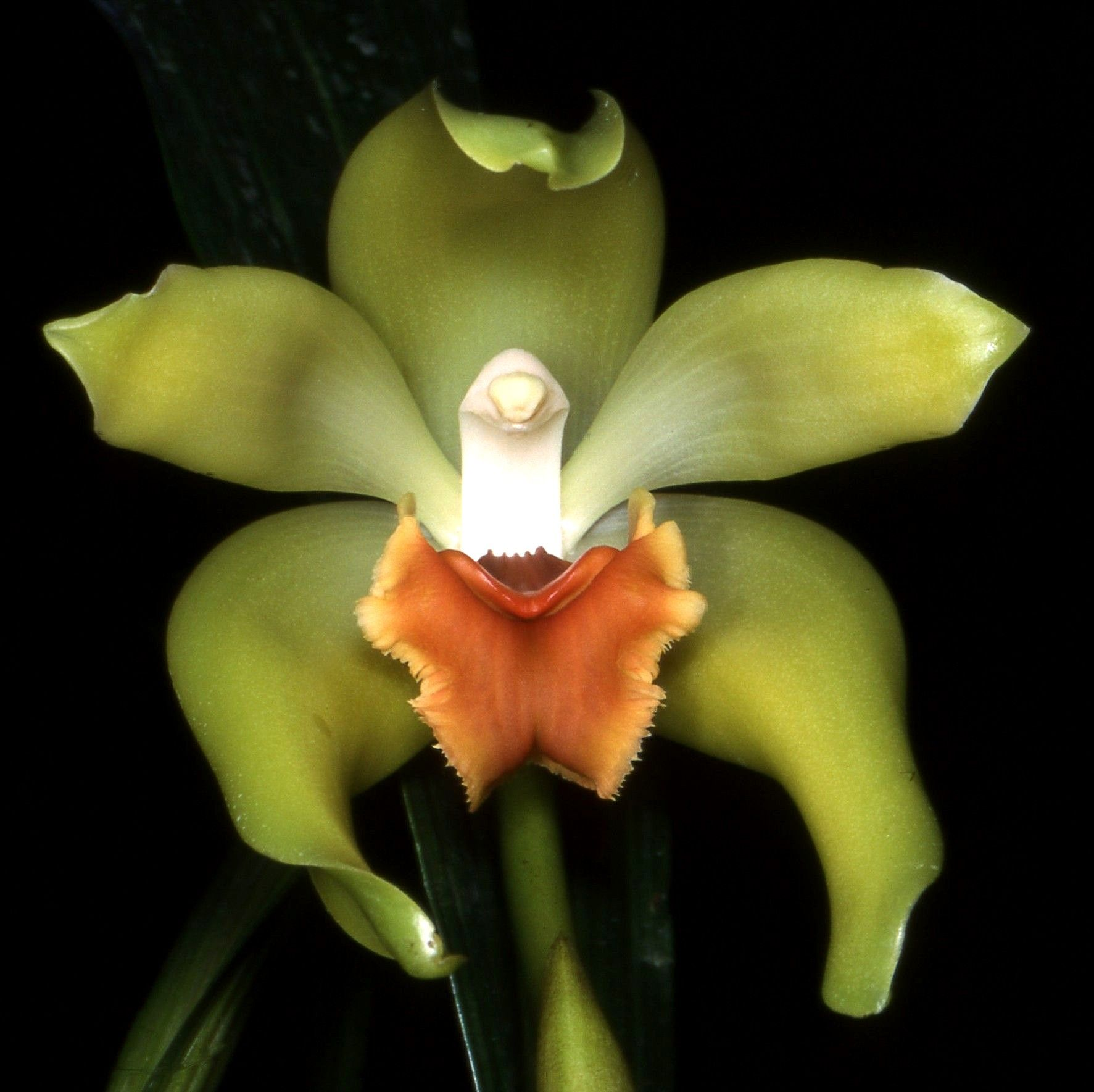
Sudamerlycaste cinnabarina